# Louise Fletcher
Estelle Louise Fletcher (ur. 22 lipca 1934 w Birmingham w stanie Alabama, zm. 23 września 2022 w Montdurausse) – amerykańska aktorka filmowa i telewizyjna. Zdobywczyni Oscara dla najlepszej aktorki pierwszoplanowej za rolę siostry Ratched w Locie nad kukułczym gniazdem (1975).

## Życiorys
Kształciła się na University of North Carolina, następnie przeniosła się do Los Angeles. Pracowała jako sekretarka, wieczorami dokształcając się w kierunku aktorstwa. Przez kilka lat występowała w produkcjach telewizyjnych, ale w 1960 zawiesiła karierę.
Do pracy aktorskiej powróciła w 1974. Wystąpiła w filmie Złodzieje tacy jak my (1974) Roberta Altmana. Zaproszona przez Miloša Formana, zagrała kultową rolę złowrogiej siostry Ratched w Locie nad kukułczym gniazdem (1975), co przyniosło jej Oscara dla najlepszej aktorki.
Wystąpiła również w filmach m.in. Egzorcysta II: Heretyk (1977), Tani detektyw (1978), Burza mózgów (1983), Podpalaczka (1984), Kwiaty na poddaszu (1987), Szkoła uwodzenia (1999). W serialu Star Trek: Stacja kosmiczna grała postać Kai Winn Adami. Była także nominowana do nagrody Emmy.
W 1998 oraz 2003, na jubileuszowych ceremoniach rozdania Oscarów pojawiła się na scenie w specjalnej, uroczystej prezentacji aktorów – wszystkich dotychczasowych laureatów Oscara.

## Życie prywatne
Była córką niesłyszących rodziców. Mowy uczyła się od ciotki, która zainteresowała ją aktorstwem.
W 1960 wyszła za mąż za producenta Jerry’ego Bicka i poświęciła się rodzinie. Z Bickiem (zm. 2004), z którym miała dwoje dzieci, rozwiodła się w 1977.
Miała 178 cm wzrostu.

## Filmografia
Filmy fabularne
- 1963: Zgromadzenie orłów (A Gathering of Eagles) jako pani Kemler
- 1974: Can Ellen Be Saved? jako Bea Lindsey
- 1974: Złodzieje tacy jak my (Thieves Like Us) jako Mattie
- 1975: Rosyjska ruletka (Russian Roulette) jako Midge
- 1975: Lot nad kukułczym gniazdem (One Flew Over the Cuckoo's Nest) jako pielęgniarka Mildred Ratched
- 1977: Egzorcysta II: Heretyk (Exorcist II: The Heretic) jako dr Gene Tuskin
- 1978: Thou Shalt Not Commit Adultery jako Sally Kimball
- 1978: Tani detektyw (The Cheap Detective) jako Marlene DuChard
- 1979: Sztukmistrz z Lublina (The Magician of Lublin) jako Emilia
- 1979: The Lady in Red jako Anna Sage
- 1979: Natural Enemies jako Miriam Steward
- 1980: Mamma Dracula jako Mamma Dracula
- 1980: The Lucky Star jako Loes Bakker
- 1981: Dziwne zachowania (Strange Behavior) jako Barbara Moorehead
- 1983: Overnight Sensation jako Eve Peregrine – 'E.K. Hamilton'
- 1983: Burza mózgów (Brainstorm) jako dr Lillian Reynolds
- 1983: Dziwni najeźdźcy (Strange Invaders) jako pani Benjamin
- 1984: Islands
- 1984: Podpalaczka (Firestarter) jako Norma Manders
- 1984: Talk to Me jako matka Richarda
- 1985: Pamiętne lato (A Summer to Remember) jako dr Dolly McKeever
- 1986: Last Waltz on a Tightrope jako Cynthia Damond
- 1986: Second Serve jako dr Sadie M. Bishop
- 1986: Najeźdźcy z Marsa (Invaders from Mars) jako pani McKeltch
- 1986: Nie taka głupia (Nobody's Fool) jako Pearl
- 1986: O chłopcu, który umiał latać (The Boy Who Could Fly) jako psychiatra
- 1987: J. Edgar Hoover jako Annie M. Hoover
- 1987: Kwiaty na poddaszu (Flowers in the Attic) jako babka Olivia Foxworth
- 1988: Spotkanie dwóch księżyców (Two Moon Junction) jako Belle Delongpre
- 1989: The Karen Carpenter Story jako Agnes Carpenter
- 1989: Ostatnie ostrzeżenie (Final Notice) jako pani Lord
- 1989: Najlepsi z najlepszych (Best of the Best) jako pani Grady
- 1990: Nightmare on the 13th Floor jako Lettie Gordon
- 1990: Błękitna stal (Blue Steel) jako Shirley Turner
- 1990: Strefa cienia (Shadowzone) jako dr Erhardt
- 1991: W imieniu dziecka (In a Child's Name) jako Jean Taylor
- 1992: Ślepa wizja (Blind Vision) jako Virginia Taylor
- 1993: Nastanie wielki ogień (The Fire Next Time) jako Sarge
- 1994: Nawiedzony hotel (The Haunting of Seacliff Inn) jako Dorothy O’Hara
- 1994: Schadzka (Tryst) jako Maggie
- 1994: Przy autostradzie (Tollbooth) jako Lillian
- 1994: Płomienny romans (Return to Two Moon Junction) jako Belle Delongpre
- 1994: Someone Else's Child jako Faye
- 1994: Giorgino jako Karczmarka
- 1995: Zabójcza perfekcja (Virtuosity) jako Komisarz Elizabeth Deane
- 1996: The Stepford Husbands jako Miriam Benton
- 1996: Zagniewani młodociani (High School High) jako Evelyn Doyle
- 1996: Frankenstein i ja (Frankenstein and Me) jako pani Perdue
- 1996: Nieugięci (Mulholland Falls) jako Esther (niewymieniony w czołówce)
- 1996: Edie i Pen (Edie & Pen) jako Sędzia
- 1996: Dwa dni z życia doliny (2 Days in the Valley) jako Evelyn
- 1997: Grzesznica (Sins of the Mind) jako dr Anna Bingham
- 1997: Poślubić nieznajomego (Married To A Stranger) jako Nana
- 1997: Bez serca (Heartless) jako Lydia McGuffy
- 1997: Dziewczyna gangstera (The Girl Gets Moe) jako Gloria
- 1997: Duże czy małe (Breast Men) jako Mrs. Saunders
- 1997: Przygoda na rybach (Gone Fishin’ ) jako Restaurant Owner
- 1998: Zabójcza miłość (Love Kills) jako Alena Heiss
- 1998: Hollywood Salome
- 1999: Maksymalny wyrok (Time Served) jako naczelniczka więzienia Mildred Reinecke
- 1999: Arytmetyka diabła (The Devil’s Arithmetic) jako ciotka Eva
- 1999: Szkoła uwodzenia (Cruel Intentions) jako Helen Rosemond
- 1999: Kontrakt (The Contract) jako babcia Collins
- 1999: Mapa świata (A Map of the World) jako Nellie
- 2000: Big Eden jako Grace Cornwell
- 2000: Silver Man jako Val
- 2000: W kręgu śmierci (Touched by a Killer) jako Sędzia Erica Robertson
- 2000: Pies na pieniądze (More Dogs Than Bones) jako Iva Doll
- 2000: Bardzo wredne typki (Very Mean Men) jako Katherine Mulroney
- 2001: Obraz zbrodni (After Image) jako ciotka Cora
- 2002: Manna z nieba (Manna from Heaven) jako Matka przełożona
- 2003: Pamiętna wizyta (A Time to Remember) jako Billy
- 2003: Szukając własnego miejsca (Finding Home) jako Esther
- 2004: Zbuntowany Adam (Clipping Adam) jako Grammy
- 2005: Dancing in Twilight jako Evelyn
- 2005: Zorza polarna (Aurora Borealis) jako Ruth Shorter
- 2006: Fat Rose and Squeaky jako Bonnie
- 2006: Tata na święta (Me and Luke) jako Glennie
- 2007: Święta Dennisa Rozrabiaki (A Dennis the Menace Christmas) jako pani Martha Wilson
- 2007: Ostatni zjadacz grzechu (The Last Sin Eater) jako Miz Elda
- 2013: Idealny człowiek (A Perfect Man) jako Abbie

Seriale telewizyjne
- 1958: Flight
- 1958: Bat Masterson jako Sarah Lou
- 1958: Yancy Derringer jako Panna Nellie-Alithea
- 1959: Lawman jako Betty Horgan
- 1959: Maverick jako Kathy Bent
- 1959: 77 Sunset Strip jako Julia Maltby
- 1959: Nietykalni (The Untouchables) jako Eloise
- 1959: Alcoa Presents: One Step Beyond jako Jeannie
- 1959: Markham jako Ellen Amer
- 1959–1960: Wagon Train jako Martha English / Elizabeth
- 1960: The Millionaire jako Holly
- 1960: Sugarfoot jako Julie Frazer
- 1960: Tate jako Roberta McConnell
- 1960: Perry Mason jako Gladys Doyle
- 1961: The Best of the Post
- 1961: The Life and Legend of Wyatt Earp jako Aithra
- 1973: Medical Center
- 1988: Worlds Beyond
- 1988: Strefa mroku (The Twilight Zone) jako dr Cline
- 1990: Gorączka nocy (In The Heat Of The Night) jako Catherine Tyler
- 1991: Autostopowicz (The Hitchhiker) jako Matka Birch
- 1991: Opowieści z krypty (Tales from the Crypt) jako Agentka
- 1992: The Boys of Twilight jako Genelva
- 1992: The Ray Bradbury Theater jako panna Weldon
- 1992: Civil Wars jako Sędzia Frances Wyler
- 1995: Dream On
- 1996: Gdzie diabeł mówi dobranoc (Picket Fences) jako Christine Bey
- 1995–1997: VR.5 jako pani Nora Bloom
- 1998: Portret zabójcy (Profiler) jako Miriam Newquay
- 1998: Kancelaria adwokacka (The Practice) jako sędzia N. Swanson
- 1998: Wyspa fantazji (Fantasy Island) jako Doris Leeman
- 1998: Potępieniec (Brimstone) jako Evelyn McNabb
- 1993–1999: Star Trek: Stacja kosmiczna (Star Trek: Deep Space Nine) jako Vedek Winn Adami
- 2000: Dzień jak dzień  (Any Day Now) jako Tillie Simms
- 2004: Wonderfalls jako Vivian Caldwell
- 2004: It's All Relative jako pielęgniarka na ostrym dyżurze
- 2004: Joan z Arkadii (Joan of Arcadia) jako Eva
- 2005: Siódme niebo (7th Heaven) jako pani Wagner
- 2005: Ostry dyżur (ER) jako Roberta 'Birdie' Chadwick
- 2009: Herosi (Heroes) jako doktor Coolidge
- 2017: Szefowa (Girlboss) jako Rosie

## Nagrody
- Nagroda Akademii Filmowej Najlepsza aktorka pierwszoplanowa: 1976 Lot nad kukułczym gniazdem
- Złoty Glob Najlepsza aktorka w filmie dramatycznym: 1976 Lot nad kukułczym gniazdem
- Nagroda BAFTA Najlepsza aktorka: 1977 Lot nad kukułczym gniazdem